# Pedro de Alcántara Fernández de Córdoba
Pedro de Alcántara Fernández de Córdoba y Figueroa de la Cerda y Moncada (Madrid, 10 de noviembre de 1730, ibídem, 24 de noviembre de 1789) fue un noble español.

## Biografía
Era hijo de Luis Antonio Fernández de Córdoba y Spínola de la Cerda XI duque de Medinaceli, y de su primera esposa, María Teresa de Moncada y Benavides, VII duquesa de Camiña, VII marquesa de Aytona, V marquesa de Villarreal, V marquesa de la Puebla de Castro, XV condesa de Osona, XI condesa de Medellín, XI condesa de Alcoutim, etc.
Casó en primeras nupcias con  María Francisca Gonzaga y Caracciolo, hija de Francisco Gonzaga y Pico de Mirándola, I duque de Solferino, y de Julia Quiteria y Rufo, con quien tuvo tres hijos. Contrajo un segundo matrimonio con María Petronila Pimentel Cernesio y Guzmán, VIII marquesa de Malpica, VII marquesa de Mancera, IX marquesa de Povar, V marquesa de Montalvo, VII condesa de Gondomar, con quien tuvo siete hijos. María Petronila era hija y sucesora de Joaquín Enríquez Pimentel Álvarez de Toledo, duque de Rioseco, y de María Bernarda Cernesio y Guzmán.

## Cargos y dignidades
Fue adelantado mayor de la frontera de Andalucía, notario mayor de Andalucía, adelantado mayor de Castilla, gran condestable de Aragón, alguacil mayor de Sevilla, alcaide de los Donceles, alcaide de la Casa de Campo y Sol de Madrid, alcaide del Palacio Real de Madrid y de las reales caballerizas, alcaide de los Reales Alcázares, palacio y ribera de Valladolid, alcaide del castillo y fortaleza de Burgos, escribano mayor de los hijosdalgos de la Real Chancillería de Valladolid, único patrón perpetuo de las insignes iglesias colegiales de Medinaceli, Zafra y Cardona, patrono de las cátedras de Prima y Vísperas de Teología del Colegio de Santo Tomás de Alcalá de Henares, patrono de la cátedra de Prima de Valladolid y de las de Prima y Vísperas de la Universidad de Salamanca (tomó posesión el 14 de enero de 1768),  mayordomo mayor de Carlos III entre 1781 y 1787, gentilhombre de cámara con ejercicio, caballero del Toisón de Oro (1780) y gran cruz de la Orden de Carlos III (22 de octubre de 1771).

## Títulos que ostentó
- XII duque de Medinaceli
- XII duque de Segorbe[2]
- XIII duque de Cardona[2]
- XI duque de Feria[2]
- X duque de Alcalá de los Gazules[2]
- VIII duque de Camiña[2]
- X marqués de Cogolludo[2]
- IX marqués de Montalbán[2]
- IX marqués de Villalba[2]
- VIII marqués de Aytona[2]
- XIII marqués de Villarreal[2]
- VI marqués de la Puebla de Castro
- XI marqués de Priego[2]
- IX marqués de Villafranca[2]
- XIII marqués de Tarifa[2]
- VIII marqués de Alcalá de la Alameda[2]
- XI marqués de Comares[2]
- XIII marqués de Denia[2]
- XIII marqués de Pallars[2]
- XI conde de Santa Gadea[2]
- XVIII conde de Buendía[2]
- IX conde de Ampudia
- XI conde de Zafra
- XIII conde de los Molares[2]
- XVI conde de Ampurias[2]
- XIX conde de Prades[2]
- XVI conde de Osona[2]
- XII conde de Alcoutim[2]
- XII conde de Medellín
- XIII condado de Valenza y Valadares,[2]
- XVII vizconde de Villamur[2]
- vizconde de Illa
- XXV vizconde de Cabrera[2]
- XL vizconde de Bas[2]
- barón de Antella
- XVII barón de Entenza[2]
- VII señor de la Baronía de la Puebla de Castro[2]

## Señoríos
- Fue Señor de Lucena, Solsona, Deza, Enciso, Lobón, Chillón y Espejo